# Edge Of Heaven (2 Unlimited-dal)
Az Edge Of Heaven című dal a holland 2 Unlimited 1998 júniusában megjelent kislemeze a II című 4. stúdióalbumról.
A dal a belga kislemezlistán a 7. míg a spanyol lista 8. helyéig jutott. A dal az Eurochart Hot 100-as lista 34. helyén szerepelt.

## Megjelenések
12"  Belgium  Byte Records – BY 059804-12
- A1	Edge Of Heaven (Extended Dub) 6:54
- A2	Edge Of Heaven (Sharp Funky Driver Remix) 8:54 Remix – Sharp
- B1	Edge Of Heaven (Fiocco Remix) 5:25 Remix – Fiocco
- B2	Edge Of Heaven (Highlight Over The Edge Remix) 6:00 Remix – Highlight

## Slágerlista
| Slágerlista (1998)         | Legjobb helyezés |
| -------------------------- | ---------------- |
| Belgian Singles Chart      | 7                |
| Dutch Singles Chart        | 41               |
| Europe (Eurochart Hot 100) | 34               |
| Spanish Singles Chart      | 8                |